# Familie Hitler
Adolf Hitlers Familie stammte aus dem niederösterreichischen Waldviertel. Seine Eltern Alois und Klara Hitler waren zeitweise in Braunau ansässig, wo er 1889 zur Welt kam.

## Etymologie
Der Familienname Hitler (in unterschiedlichen Schreibweisen) tritt im niederösterreichischen Waldviertel seit dem 15. Jahrhundert auf. Hitler ist eine Schreibvariante des Familiennamens Hiedler von Hitlers Vorfahren, die erstmals von Adolf Hitlers Vater Alois Hitler verwendet wurde (siehe unten). Hiedler leitet sich von Hiedl ab, einem Wort aus dem bairischen Dialekt für einen unterirdischen Wasserquell oder Fluss. Der Germanist Theodor Siebs empfahl dazu passend in seinem Aussprachewörterbuch von 1931 die Aussprache mit langem i ([ˈhiːtlər]). Der Onomastiker Max Mangold meinte dazu: „Es kann vermutet werden, daß den maßgeblichen NS-Stellen – vielleicht Hitler selber – diese Aussprache mißfiel und so verboten wurde.“ Es besteht auch die Möglichkeit, dass der Name einen tschechischen Ursprung haben könnte und sich von Hidlar oder Hidlarcek ableitet.

## Eltern

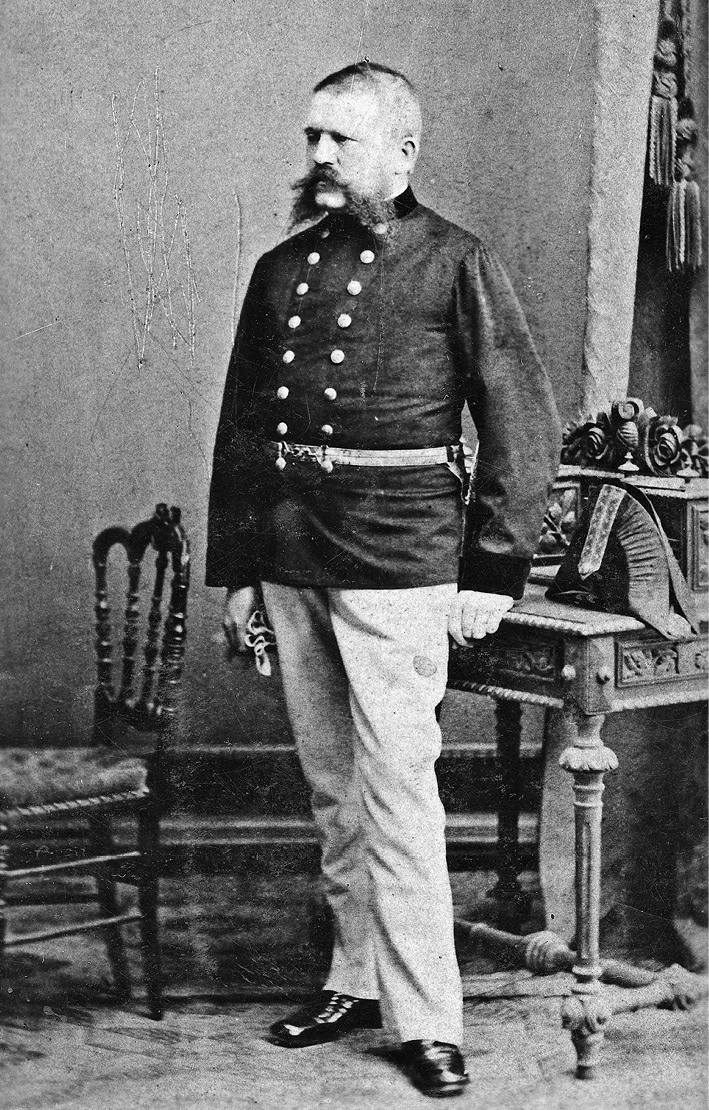
Alois Hitler (1837–1903), Vater Adolf Hitlers

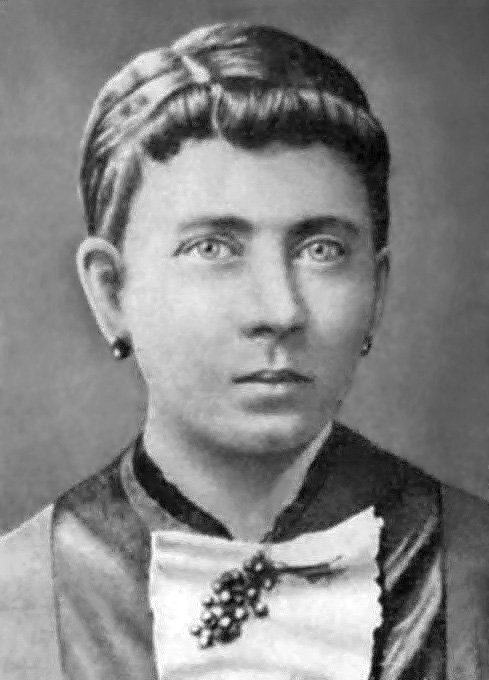
Klara Hitler, geb. Pölzl (1860–1907), Mutter Adolf Hitlers

Adolf Hitler war das dritte (nicht wie bis 2016 angenommen das vierte) von sechs Kindern aus der dritten Ehe des Zollbeamten Alois Hitler mit Klara Hitler, geborene Pölzl. Adolf Hitler schilderte seinen Vater als streng und jähzornig.
Im sog. Geburtsbuch (1833–1853) von Döllersheim wurde Hitlers Vater 1837 als Aloys Schicklgruber vermerkt, 1876 aber vom Ortspfarrer in Alois Hitler abgeändert, der Name Schicklgruber durchgestrichen und der Geburtseintrag von unehelich in ehelich abgewandelt. Das geschah allerdings erst lange nach dem Tod des angegebenen leiblichen Vaters Johann Georg Hiedler, der sich laut Zeugenaussagen zwischenzeitlich zu der Vaterschaft bekannt hatte. Eine offizielle Vaterschaftserklärung hatte er allerdings nie abgegeben. Möglich ist daher auch, dass Johann Georgs jüngerer Bruder, Johann Nepomuk Hiedler aus Spital, Alois’ leiblicher Vater war. Die Umstände, warum bei der Namensänderung von 1876 „Hitler“ eingetragen wurde – und nicht „Hiedler“ oder „Hüttler“ –, sind nicht geklärt (→ siehe auch Alois Hitler#Namensänderung).
Fest steht hingegen, dass er das Kind der Maria Anna Schicklgruber aus Strones war. Anfang der 1930er verbreitete sich das Gerücht, Maria Anna Schicklgruber sei, als sie im Hause des Grazer Juden Frankenberger als Magd tätig gewesen sei, von diesem geschwängert worden (siehe Frankenberger-These). Nach 1945 wurde dieses Gerücht von Hans Frank neu kolportiert, gilt jedoch als widerlegt.
Klara Pölzl war Alois Hitlers dritte Ehefrau. 1864 hatte er in erster Ehe die 14 Jahre ältere Anna Glasl-Hörer geheiratet. Die Ehe blieb kinderlos, Anna Hitler starb am 6. April 1883 in Braunau an der sog. „Auszehrung“. Noch im gleichen Jahr heiratete Alois die um 24 Jahre jüngere Franziska Matzelsberger. Aus dieser Verbindung entstammen zwei Kinder: bereits vor der Eheschließung wurde Alois Hitler junior (1882–1956) geboren, drei Monate nach der Eheschließung kam die Tochter Angela Hitler (1883–1949) zur Welt. Franziska starb ein Jahr später an Tuberkulose. 1885 ehelichte Alois in dritter Ehe Klara Pölzl, die sich zuvor schon um seine Kinder gekümmert hatte. Die Kinder Alois Hitlers aus seiner zweiten und dritten Ehe wuchsen im selben Haushalt auf, zunächst in Braunau, danach in Passau, Urfahr, Lambach an der Traun und Leonding. Nach heutiger Auffassung war Klara über ihren Großonkel Johann Georg Hiedler Alois’ Nichte zweiten Grades.

## Halbgeschwister und Geschwister Adolf Hitlers
Aus der Ehe Alois Hitlers mit Franziska gingen zwei Kinder hervor, aus der Ehe Alois’ mit Klara deren sechs, von denen vier durch Krankheiten schon im Kindesalter verstarben; lediglich Adolf und seine jüngere Schwester Paula erreichten das Erwachsenenalter. Aufgrund von Aussagen Paulas in Verhören der US Army kurz nach Kriegsende 1945 gingen die Hitler-Biographen lange davon aus, dass Adolf das vierte Kind aus dieser Ehe gewesen sei: Demnach seien drei ältere Geschwister – Gustav, Ida und Otto – schon vor seiner Geburt als Kleinkinder gestorben. Hinsichtlich Ottos (laut Paula 1887 geboren) erwiesen sich diese Angaben aber als falsch: Im Jahre 2016 ergab eine Recherche in der Stadtpfarre Braunau am Inn, dass Otto 1892 geboren wurde, also drei Jahre nach Adolf, und schon sechs Tage nach der Geburt verstarb. Der jüngere Bruder Edmund starb 1900 im Alter von sechs Jahren an den Masern, was den elfjährigen Adolf schwer erschüttert haben soll.

### Halbgeschwister
- Alois (* 13. Jänner 1882 in Wien;[17] † 20. Mai 1956 in Hamburg)
- Angela (* 28. Juli 1883 in Wien;[18] † 20. Oktober 1949 in Hannover)

### Geschwister
- Gustav (* 17. Mai 1885 in Braunau;[19] † 9. Dezember 1887 ebd.), starb an Diphtherie[20]
- Ida (* 23. September 1886 in Braunau;[21] † 22. Jänner 1888 ebd.), starb ebenfalls an Diphtherie[22]
- Otto (* 17. Juni 1892 in Braunau; † 23. Juni 1892 ebd.),[14] starb an Hydrocephalus[23][5][6]
- Edmund (* 24. März 1894 in Passau;[24] † 29. Juni 1900 in Leonding), starb an den Masern[25]
- Paula (* 21. Jänner 1896 in Fischlham;[26] † 1. Juni 1960 in Berchtesgaden), starb an Krebs

Die in Wien lebende Paula hatte sich, offenbar auf Betreiben des Bruders Adolf, den Nachnamen Wolff zugelegt. Wie das Verhältnis zwischen den Geschwistern anfänglich war, ist nicht geklärt. Belegt ist, dass sich Adolf Hitler später darum bemühte, Paula ein sicheres finanzielles Auskommen zu gewährleisten. Paula blieb unverheiratet und kinderlos, so dass es heute keine lebenden Nachkommen aus der Ehe von Adolf Hitlers Eltern mehr gibt. Adolf Hitler selbst hatte kurz vor seinem Suizid Eva Braun (1912–1945) geheiratet. Die Theorie, wonach Adolf Hitler in seiner Zeit als Frontsoldat im Ersten Weltkrieg eine Affäre mit der Französin Charlotte Eudoxie Alida Lobjoie gehabt habe, aus der dann Jean Loret als unehelicher Sohn hervorgegangen wäre, gilt in der Hitler-Forschung als unwahrscheinlich; sie wurde im Wesentlichen nur zeitweise von Werner Maser vertreten.

## Halbgeschwister
Alois Hitler junior (geboren als Aloys Matzelsberger, nach der Eheschließung der Eltern 1883 Hitler, seit 1945 Hiller; * 13. Jänner 1882 in Wien; † 20. Mai 1956 in Hamburg) ging bald seine eigenen Wege. Eine Ausbildung zum Ingenieur brach er ab, er wurde straffällig und wegen Diebstahls zu einer Gefängnisstrafe verurteilt. Nach seiner Freilassung wanderte er nach London aus. Dort heiratete er die Irin Bridget Dowling, mit der er den 1911 geborenen Sohn William Patrick Hitler hatte. 1915 verließ Alois junior seine Familie und kehrte nach Österreich zurück, heiratete – ohne zuvor von seiner Ehefrau Bridget geschieden zu sein – Hedwig Heidemann, die 1923 Heinrich Hitler gebar. Im Buch Mein Kampf wird Alois jun. nicht erwähnt, beide hatten offenbar während der Herrschaft Adolf Hitlers auch keinen Kontakt miteinander. Alois jr. schlug sich mit Gelegenheitsarbeiten durch. Ab 1937 betrieb er in Berlin, unweit des KaDeWe am Wittenbergplatz Nr. 3, das „Alois“, eine geräumige Gaststätte mit Konditorei plus Bier- und Weinstuben, die bis Kriegsende ein beliebter Treffpunkt für SA-Mitglieder war. Nach Kriegsende änderte er seinen Namen in Alois Hiller. Er starb 1956 in Hamburg.
Angela Hitler (später Raubal, dann Hammitzsch; * 28. Juli 1883 in Wien; † 30. Oktober 1949) unterhielt zu ihrem Halbbruder Adolf offenbar stets ein gutes Verhältnis. Sie heiratete den Beamten Leo Raubal senior, mit dem sie drei Kinder hatte, Leo (1906–1977), Angela, genannt „Geli“ (1908–1931), und Elfriede (1910–1993). Deren Vater starb bereits 1910. In den 1920er Jahren zog Angela, die bis dahin in Wien gelebt hatte, zu Adolf Hitler nach München, später auf seinen „Berghof“ auf dem Obersalzberg. 1936 verschlechterte sich das Verhältnis zwischen Adolf und Angela jedoch, und Angela zog mit ihrer Tochter Elfriede nach Dresden, wo sie den Architekten Martin Hammitzsch heiratete. Angela starb 1949.

## Anverwandte
Auch das Verhältnis zwischen Adolf Hitler und seinem Halbneffen William Patrick Hitler (* 12. März 1911 in Liverpool; † 14. Juli 1987) war belastet. William Patrick zog nach der nationalsozialistischen Machtübernahme aus England nach Deutschland und erhoffte sich offenbar persönliche Vorteile durch seine Verwandtschaft mit dem Diktator. Da es dabei aber offenbar zu Erpressungsversuchen durch William Patrick gekommen war, der gedroht haben soll, Familiengeheimnisse an die Öffentlichkeit zu tragen, entzweiten sich die beiden, William Patrick kehrte zurück nach England und emigrierte 1939 in die USA, wo er zunächst seine Verwandtschaft zum deutschen Diktator durch starke Medienpräsenz auszunutzen versuchte. 1944 trat er in die US Navy ein. Nach der Entlassung 1947 zog er sich aus der Öffentlichkeit zurück. Seine weltanschauliche Position bleibt aber unklar; die Annahme des Namens Stuart-Houston (der auf seinem Grabstein auf Long Island steht) galt wegen des Anklangs an Houston Stewart Chamberlain einigen Historikern als Beweis für die Nähe zu antisemitischen Gedanken. Mit seiner Frau Phyllis (1925–2004), die er 1947 geheiratet hatte, hatte William Patrick Hitler vier Kinder: Alexander Adolf Hitler (* 1949), Louis Hitler (* 1951), Howard Hitler (* 1957; † 1989 bei einem Autounfall) und Brian Hitler (* 1965). Alle vier Kinder legten später den Familiennamen Hitler ab und distanzierten sich von ihrem Großonkel, dem Diktator.
Bridget Dowling (* 1891 in Dublin, Irland; † 1969 auf Long Island) war die Schwägerin Adolf Hitlers. Sie heiratete 1909 Alois Hitler junior. Als Mutter von William Patrick Hitler wanderte sie ab 1939 mit diesem in die USA aus.
Das genaue Verhältnis von Leo Raubal (* 2. Oktober 1906; † 18. August 1977) zu seinem Onkel Adolf bleibt unklar. Insbesondere ist unsicher, ob Leo Adolf eine Mitschuld am Tod seiner Schwester Geli gegeben hat oder nicht; hierzu gibt es widersprüchliche Aussagen. Zum Teil wird Leo sogar als Lieblingsneffe des Diktators betrachtet. Leo machte eine Karriere als Studienrat für Chemie, nahm dann als Soldat am Russlandfeldzug teil und geriet bei Stalingrad in sowjetische Gefangenschaft. 1955 kehrte Leo Raubal junior aus der Kriegsgefangenschaft nach Österreich zurück. Er starb 1977 während eines Spanien-Urlaubs. Sein Sohn Peter, der Ingenieur wurde, lehnt bis heute jeden Anspruch auf ein Erbe ab.
Angela „Geli“ Raubal (* 4. Juni 1908 in Linz; † 18. September 1931 in München) kam 1917 mit ihrer Mutter und ihren Geschwistern nach Wien. 1923, sie war gerade 15 Jahre alt, wurde Adolf Hitler zu ihrem Vormund bestellt. Es wird berichtet, dass sie in der Folge ein lebenslustiges Mädchen mit einer Reihe von Verehrern gewesen sei, ein Umstand, der Adolf Hitler alles andere als angenehm war. Es gibt Spekulationen über eine mögliche Liebesbeziehung Adolfs zu ihr, doch soll Adolf Hitler selbst dergleichen mit der Bemerkung, dass der Altersunterschied eine Beziehung nicht zugelassen habe, von sich gewiesen haben. Kurz nachdem es 1931 zwischen Adolf Hitler und Geli zu einer persönlichen Auseinandersetzung gekommen war, erschoss sich Geli. Ihre Beziehung zu Adolf Hitler wurde in dem Film Die Nichte – Hitlers verbotene Liebe thematisiert.

## Herkunft Adolf Hitlers
Hitler achtete darauf, dass seine Herkunft möglichst im Unklaren blieb. „Sie dürfen nicht wissen“, sagte er 1930 über seine politischen Gegner, „woher ich komme und aus welcher Familie ich stamme.“ Seine Gegner spekulierten, Hitlers Vater sei aus einem Verhältnis der Großmutter mit einem Juden hervorgegangen; eine These, die als widerlegt gilt. Um entsprechenden Vermutungen entgegenzuwirken, präsentierte Hitler in seinem Buch Mein Kampf eine „bereinigte“ Fassung seiner Familiengeschichte, die im „Dritten Reich“ durch die Propaganda zur offiziellen Version der Ereignisse gemacht wurde. 
In den „Tischgesprächen“ stritt Hitler jedes Wissen um seine Verwandtschaft ab: „Von Familiengeschichte habe ich gar keine Ahnung“, erklärte Hitler im August 1943. „Auf dem Gebiet bin ich der Allerbeschränkteste. Ich habe auch früher nicht gewusst, dass ich Verwandte habe. Erst seit ich Reichskanzler bin, habe ich das erfahren. Ich bin ein vollkommen unfamiliäres Wesen, ein unsippisch veranlangtes Wesen. Das liegt mir nicht.“
Vergleichbare Schönfärbungen und Mythenbildungen finden sich auch in den offiziellen biografischen Darstellungen zu Josef Stalin.
Die Beziehungen Hitlers zu seinen lebenden Verwandten – seine Eltern waren schon tot, als er seine politische Karriere begann – waren in aller Regel durch Zurückhaltung und bewusstes Abstandhalten gekennzeichnet. Eine Ausnahme bildete lediglich seine Beziehung zu seiner Halbschwester Angela und deren Tochter Geli Raubal, für die Adolf Hitler die Rolle eines Vormunds übernahm.

## Stammbaum